# Kauvosaari (ö i Södra Savolax)
Kauvosaari är en ö i Finland. Den ligger i sjön Kyyvesi och i kommunen Sankt Michel i den ekonomiska regionen  S:t Michel och landskapet Södra Savolax, i den södra delen av landet, 240 km nordost om huvudstaden Helsingfors. Öns area är 7,1 hektar och dess största längd är 0,7 kilometer i sydöst-nordvästlig riktning.